# Odum (Geórgia)
Odum é uma cidade  localizada no estado americano de Geórgia, no Condado de Wayne.

## Demografia
Segundo o censo americano de 2000, a sua população era de 414 habitantes.
Em 2006, foi estimada uma população de 454, um aumento de 40 (9.7%).

## Geografia
De acordo com o United States Census Bureau tem uma área de 5,0 km², dos quais 5,0 km² cobertos por terra e 0,0 km² cobertos por água. Odum localiza-se a aproximadamente 47 m acima do nível do mar.

## Localidades na vizinhança
O diagrama seguinte representa as localidades num raio de 32 km ao redor de Odum.